# Carl Zuckmayer
Carl Zuckmayer (Nackenheim, Alemania; 27 de diciembre de 1896-Visp, Suiza; 18 de enero de 1977) fue un escritor y guionista cinematográfico alemán. Durante el régimen nazi emigró a Estados Unidos, donde prosiguió su carrera, aunque regresó a Europa una vez finalizada la Segunda Guerra Mundial.
Carl Zuckmayer fue una destacada figura de la escena literaria alemana, se hizo acreedor de múltiples homenajes y distinciones y recibió, entre otros, los premios Goethe y Georg Büchner, así como diversas condecoraciones, además de un doctorado honoris causa por la Universidad de Bonn.

## Primeros años
Carl Zuckmayer nació en la localidad de Nackenheim, en Alemania, el 27 de diciembre de 1896, siendo hijo de un fabricante de cápsulas para botellas de vino de la ciudad de Nackenheim. Sin embargo, desde el 1900 se educó en la ciudad de Maguncia. Asistió con poco entusiasmo a la escuela, y a menudo tuvo dificultades con sus profesores. Se libró por los pelos de una sanción, cuando en el último curso de bachillerato un profesor enfermizo casi se desmaya por su culpa.

## Primera Guerra Mundial
En 1914 hizo el bachillerato especial de lenguas clásicas en el actual Instituto de Enseñanza Media Rabanus-Maurus en Maguncia, para presentarse como voluntario poco después en la Primera Guerra Mundial, siendo destinado al como soldado al Frente Occidental, donde estuvo durante toda la duración de la guerra. Fruto de sus experiencias en el frente son sus primeras poesías, de signo claramente pacifista, aparecidas desde 1917 en la revista expresionista Die Aktion, editada por Franz Pfemfert.

## Posguerra
Después del final de la guerra y hasta 1920 estudió, entre otras cosas, Derecho, Historia de la Literatura y Sociología en las universidades de Fráncfort del Meno y de Heidelberg. En ese mismo año de 1920 contrajo matrimonio con Anne Marie Ganz, una amiga de la infancia, de la que se divorciaría un año después.
En 1925 contrajo un segundo matrimonio, en esta ocasión con la actriz vienesa Alice Frank, con quien tuvo una hija, Marie Winnetou, en 1926, año en que adquirió una vivienda en Salzburgo (Austria), lugar en que se instaló el matrimonio.
En 1927 estrenó, con gran éxito, Der Schinderhannes. En 1929 entró en el mundo del cine, ya que se encargó de elaborar un guion cinematográfico basado en la novela Professor Unrat, de Heinrich Mann. El guion sirvió para el rodaje la película El ángel azul, en  1930, dirigida por Josef von Sternberg, con los actores Emil Jannings y Marlene Dietrich. La crítica la considera una de las mejores películas del cine alemán, y además fue la película que lanzó al estrellato a la cantante Marlene Dietrich.
En 1931 estrenó en el Deutsches Theater de Berlín su exitosa comedia El capitán de Köpenick.

## Expulsión, exilio en Estados Unidos y regreso a Europa
En 1938, tras el Anschluss, fue expulsado de la Alemania nazi, por lo que tanto él como su familia emigraron a Estados Unidos, a través de Suiza.
A su llegada a Estados Unidos, comenzó a colaborar en guiones cinematográficos para Hollywood, a la vez que adquiría una granja en el estado de Vermont.
En 1946, acabada la Segunda Guerra Mundial, trabajó para el gobierno de los Estados Unidos como corresponsal en Alemania. En este mismo año, escribió la obra El general del diablo, cuyo personaje principal está basado en la vida de Ernst Udet, quien fuera piloto de la Wehrmacht.
En 1952 recibió el Premio Goethe de la ciudad de Fráncfort del Meno, en reconocimiento del mérito de su obra publicada.
En 1957 pasó a residir en Saas Fee, en el cantón del Valais, en Suiza. Falleció en Visp el 18 de enero de 1977 y fue enterrado en Saas Fee.

## Obra publicada (selección)
- 1925: Der fröhliche Weinberg.
- 1927: Schinderhannes.
- 1929: Katharina Knie,
- 1931: Guion de la película El ángel azul (Der blaue Engel), basada en Professor Unrat de Heinrich Mann.
- 1931: Der Hauptmann von Köpenick.
- 1945: Des Teufels General, drama.
- 1966: Als wär's ein Stück von mir, autobiografía.

## Guiones cinematográficos (selección)
- 1927: Der Fröhliche Weinberg, de Jacob Fleck y Luise Fleck.
- 1928: Schinderhannes, de Curtis Bernhardt.
- 1930: El ángel azul (Der Blaue Engel), de Josef von Sternberg.
- 1931: Der Hauptmann von Köpenick, de Richard Oswald.
- 1942: Menschen, die vorüberziehen, de Max Haufler.
- 1945: I Was a Criminal, de Richard Oswald.
- 1952: Der Fröhliche Weinberg, de Erich Engel.
- 1954: Eine Liebesgeschichte, de Rudolf Jugert.
- 1955: El general del diablo, de Helmut Käutner
- 1956: El capitán de Köpenick, de Helmut Käutner.
- 1958: Der Schinderhannes, de Helmut Käutner.
- 1959: Herbert Engelmann, de Hans Lietzau.
- 1961: Der Fröhliche Weinberg, de Hermann Pfeiffer.
- 1965: Das Leben des Horace A.W. Tabor, de Werner Düggelin.
- 1976: Die Fastnachtsbeichte, de Eberhard Itzenplitz.

## Premios
- 1925: Premio Kleist.
- 1927: Premio Georg-Büchner.
- 1952: Premio Goethe de la ciudad de Fráncfort del Meno.
- 1957: Doctor honoris causa por la Universidad de Bonn.
- 1960: Premio de Austria de Literatura.
- 1967: Ciudadano de honor de la Universidad de Heidelberg.
- 1967: Orden Pour le Mérite de las Ciencias y las Artes.
- 1972: Premio Heinrich Heine de la ciudad de Düsseldorf.